# 賈斯汀·巴爾多尼
賈斯汀·巴爾多尼（英語：Justin Baldoni，1984年1月24日—）是美國的一位演員和導演。他出生在加利福尼亞州的洛杉磯。他的母親是猶太人，父親是義大利人。他在2013年7月和艾蜜莉·佛斯勒結婚。

## 外部連結
- 賈斯汀·巴爾多尼在互联网电影资料库（IMDb）上的資料（英文）
- Justin Baldoni Interview